# حوتر بن شلومو
حوتر بن شلومو (منصور بن سليمان الذماري، حوالي 1400 – 1480)، كان باحثًا وفيلسوفًا يهودياً من اليمن تأثر بشدة بأعمال ناتانئيل الفيومي وموسى بن ميمون وسعيد الفيومي والغزالي.
كتب العديد من الأعمال التي تشمل تفسير التوراة، وتفسير أعمال ابن ميمون ومجموعتين من الأسئلة والأجوبة حول الموضوعات الفلسفية وشرح المبادئ (في شرح المبادئ الثلاثة عشر لابن ميمون).
كما اهتم بالمذهب الشيعي في الإسلام، وخاصة الإسماعيلية، وقد قرأ موسوعة إخوان الصفا بقدر ما يظهر من كتاباته. ومن ثم فقد نسبه البعض إلى الإسماعيليين اليهود.
ربما اقترحت الصلة بين رسالة إخوان الصفاء والإسماعيلية تبني هذا العمل كأحد المصادر الرئيسية لما أصبح يُعرف باسم «الإسماعيلية اليهودية» كما تم العثور عليه في أواخر القرون الوسطى بين يهود اليمن. تألفت هذه «الإسماعيلية اليهودية» من تكييف العقائد الإسماعيلية حول علم الكونيات والنبوة والتأويل. هناك العديد من الأمثلة على تأثير إخوان الصفاء على الفلاسفة والكتاب اليهود اليمنيين في الفترة 1150-1550.
على سبيل المثال، الفصل الثاني من العمل اللاهوتي-الفلسفي اليهودي العربي لناتنئيل الفيومي، حديقة العقول، المكتوب في اليمن عام 1165، يتضمن مراسلات بين الأرقام من 1 إلى 10 وعشرة مفاهيم علمية وفلسفية (ملكات الروح، الحواس، الاتجاهات، المواد والأجزاء الجسدية، إلخ) معظمها مطابق لتلك التي ذكرها إخوان الصفاء.
تم العثور على بعض آثار مذاهب إخوان الصفاء، وكذلك منعلم الأعداد أو الحروفية، في اثنين من المدراشم الفلسفية اليمنية المكتوبة في 1420-1430: «التعلم السعيد» (مدراش ها-هافيز) لزراحية هروف (يحيى الطبيب) و«سراج العقول» لحوتر بن شلومو. تم شرح أفكار حوتر في كتابه «القوايد» [على مبادئ موسى بن ميمون الثلاثة عشر] و«سبعون مسألة» و«مائة مسألة»، مدرجين معًا باسم «سراج العقول: مدراش للتوراة شرح لشرح [موسى بن ميمون] على المشنا».